# The Cullinan Towers
The Cullinan Towers (appelé en chinois 天璽) et également connu sous le nom d'Union Square Phase 6 (九 龍 站 第 六 期) est un ensemble composé de deux tours jumelles construit dans les années 2000. Il fait partie d'Union Square, à Hong Kong.
L'architecte des tours jumelles est l'agence de Hong Kong, Wong & Ouyang.